# Entoloma fuscomarginatum
Entoloma fuscomarginatum är en svampart som beskrevs av P.D. Orton 1960. Entoloma fuscomarginatum ingår i släktet Entoloma och familjen Entolomataceae.  Arten är reproducerande i Sverige. Inga underarter finns listade i Catalogue of Life.